# هری دکستر وایت
هری دکستر وایت (به انگلیسی: Harry Dexter White) (متولد ۹ اکتبر ۱۸۹۲- درگذشته ۱۶ اوت ۱۹۴۸) اقتصاددان و از مسئولین وزارت خزانه‌داری ایالات متحده آمریکا بود. او به عنوان نماینده ایالات متحده آمریکا در کنفرانس برتون وودز شرکت کرد و در تعیین نظم اقتصادی جهان پس از جنگ جهانی دوم نقش داشت. وی بعدها به جاسوسی برای اتحاد جماهیر شوروی سوسیالیستی محکوم شد و در سال ۱۹۴۸ در اثر سکته قلبی درگذشت.